# Багіров Едуард Ісмаїлович
Едуард Ісмаїлович Багіров (азерб. Eduard İsmayıl oğlu Bağırov; 25 жовтня 1975 — 12 квітня 2023) — російський письменник, кінодраматург, політичний консультант, політтехнолог.

## Біографія
Народився та до повноліття жив у Туркменістані. В Ашгабаті його призвали до лав збройних сил, але за два місяці він дезертирував до Росії, за його власними словами, він тікав від режиму Сапармурата Ніязова. Від січня 1994 року проживає у Москві. Того ж року його засудили за крадіжку, відбував покарання в російській в'язниці. Після звільнення приїхав на малу батьківщину матері в Нижньогородській області. Менш ніж за рік повернувся до столиці та зайнявся підприємництвом. 2001 року вступив і впродовж нетривалого часу навчався на юридичному факультеті Московської державної академії водного транспорту.

### Творчість
2002 року Багіров і Сергій Мінаєв заснували літературний портал litprom.ru, у подальшому Багіров став його головним редактором.
2007 року Багіров опублікував роман «Гастарбайтер», що оповідає про пригоди молодого хлопця, який приїхав з Туркменістану підкорювати Москву. Сюжет, як зазначає сам Багіров у передмові до книжки, частково базується на реальних подіях з його життя. Головний герой Євген Алієв їде з Туркменістану, тікає з російської армії, сидить два роки у в'язниці за вокзальну крадіжку, тимчасово осідає в російському містечку Кулебяки, а потім їде до Москви. У столиці Алієв проходить шлях від торгівця цибулею до успішного бізнесмена, паралельно розмірковуючи про жителів міста і всіх актуальних суспільно-політичних питаннях.
«Гастарбайтер», що рекламувався у Москві під провокаційним гаслом «Слава Росії!», став популярним і приніс Багірову відомість. Так, у книжковому магазині «Москва» книга входила до двадцяти найпопулярніших, у «Бібліо-Глобусі» посідала третє місце за продажами серед російської белетристики.
Наприкінці 2007 року у видавництві «Астрель» вийшла перша збірка прози 30-річних «Литпром.ру». У своїй рецензії Андрій Архангельський охарактеризував книгу фразою «багато лайки, багато болю, „бояццо и смеяццо“», а також відзначив «Університети дитинства» Багірова, назвавши письменника найцікавішим автором збірки. Сюжет оповідання присвячений дитинству письменника та його спробі 1982 року в рідному Туркменістані замовити грамплатівку Бетховена.
У листопаді 2008 року було видано другий роман — «Коханці». Книга продовжує сюжетну лінію «Гастарбайтера», водночас вона є абсолютно самостійним твором. Головний герой нової книжки — найкращий друг Євгена Алієва — знайомиться через інтернет з одруженою жінкою з іншого соціального класу. Знайомство переростає на взаємну закоханість, а любовний трикутник по ходу сюжету перетворюється на чотирикутник.
2010 року Едуард Багіров опублікував роман «Ідеаліст», пов'язаний з першими книгами мотивом, але не сюжетно. Герой книги — виходець з української глибинки — Ілля Репін влаштувався до редакції центральної московської газети й далі на хвилі подій, що він висвітлював на київському Майдані, та подальшої Помаранчевої революції стрімко здіймається кар'єрними сходами.
2010 року Багіров заснував сценарне бюро, що дебютувало сценарієм повнометражного художнього фільму «Онегін», зйомки якого планувались 2011 року на студії «Арт Пікчерс» Федора Бондарчука. Також є автором сценарію серіалу «Попіл», що вийшов 2013 року та майбутнього фільму «Бейрут».
2015 року Багіров повідомляв, що працює над четвертим романом під робочою назвою «Росія-2045».
Як публіциста Багірова характеризує провокаційний стиль у веденні LiveJournal, який він використовує як свій основний майданчик. Агресивні тексти з нетолерантними характеристиками політиків і громадських діячів неодноразово ставали причиною скандалів і конфліктів як у мережі, так і за її межами.

### Кримінальне переслідування в Молдові
24 квітня 2016 року кишинівський суд заочно засудив Едуарда Багірова до п'яти років позбавлення волі. Суд столичного сектору Буюкани погодився зі звинуваченнями, висунутими прокуратурою 2011 року: тоді слідство звинуватило письменника в написанні провокаційних матеріалів до та після парламентських виборів у квітні 2009 року, що нібито спричинили масові заворушення. Органи слідства звинувачували Багірова в тому, що він «активно залучившись до соціального середовища як блогер і письменник і, використовуючи технології маніпулювання масами, взяв активну участь у розробці та реалізації провокаційних заходів, спрямованих на підрив до- і постелекторального процесу». Максимальне покарання передбачало позбавлення волі терміном на 15 років. Багіров заявив, що не планує подавати апеляцію, оскільки вважає рішення суду «політичним».
Акції протесту в центрі Кишинева виникли після оголошення результатів виборів до парламенту, на яких зі значною перевагою перемогу здобували комуністи. Масові виступи, що отримали у ЗМІ назву «Революція твіттера», призвели до заворушень, захоплення будівлі парламенту й адміністрації президента та подальшого перерахунку голосів. У результаті комуністи здобули менше місць. Однак новий парламент не зміг з двох спроб обрати президента й був розпущений. На нових виборах у липні 2009 року комуністи вибороли тільки 45 % і перейшли в опозицію.
Едуарда Багірова заарештували в Кишиневі 16 червня 2011 року. За його словами, органи слідства вимагали від нього письмових свідчень проти депутата ПКРП Марка Ткачука, який перебував в опозиції до тогочасного в. о. президента Молдови Маріана Лупу. 14 вересня після чергового продовження арешту Едуард Багіров оголосив голодування, що тривало одинадцять днів. 27 вересня посольство РФ у Кишиневі надіслало до Міністерства закордонних справ і європейської інтеграції Молдови ноту протесту, назвавши Багірова «єдиним звинувачуваним» і «заручником внутрішньополітичних розбіжностей». 30 вересня представник ОБСЄ з питань свободи преси закликала владу Молдови звільнити письменника, відзначивши, що Багірову за три місяці не було висунуто офіційних звинувачень і було проведено лише один офіційний допит за кількох десятків неофіційних зустрічей зі співробітниками прокуратури та служби інформації та безпеки. 5 жовтня питання про арешт Багірова розглядала Державна Дума РФ, що зажадала якнайшвидшого звільнення письменника. 13 жовтня Багіров випустили під домашній арешт, а 18 жовтня той залишив територію Молдови в багажнику авто. Правоохоронні органи країни оголосили письменника в міжнародний розшук; у червні 2013 року «Інтерпол» оголосив про припинення розшукових заходів щодо Багірова.

### Політична діяльність
Був довіреною особою кандидата в президенти Володимира Путіна на виборах 2012 року. На одній із зустрічей він поставив Путіну питання про корупційні «посадки» в Міністерстві оборони.
2015 року за використання вислову «нещасні хохли» в пості, в якому висловив захоплення високим рейтингом Путіна, його акаунт на тиждень заблокував Facebook.
У квітні 2016 року звернувся до Роскомнадзору з проханням видалити сторінку про нього в інтернет-енциклопедії сучасної культури «Луркоморье», обґрунтувавши запит тим, що сайт використовує його персональні дані. Влітку 2016 року скористався «правом на забуття», після чого пошукові системи припинили видавати деякі статті про Багірова та його цитати.
На парламентських виборах 2016 року партія «Патріоти Росії» висунула його кандидатом по Тушинському одномандатному виборчому округу № 206 в Москві, де балотувались від КПРФ колишній віцеспікер Держдуми Сергій Бабурін, від «Єдиної Росії» — Геннадій Онищенко, від «Яблука» — депутат Держдуми VI скликання Дмитро Гудков. Саме на протистоянні з Гудковим Багіров планував побудувати свою кампанію.

## Книги
- «Гастарбайтер». — М: Популярная литература, 2007; тираж 100 тис. прим. — ISBN 978-5-903396-05-4
- «Коханці». — М: АСТ, 2008; тираж 50 тис. прим. — ISBN 978-5-17-056468-2
- «Ідеаліст». — М: АСТ, 2010; тираж 15 тис. прим. — ISBN 978-5-17-060679-5